# Bernardo De Dominici

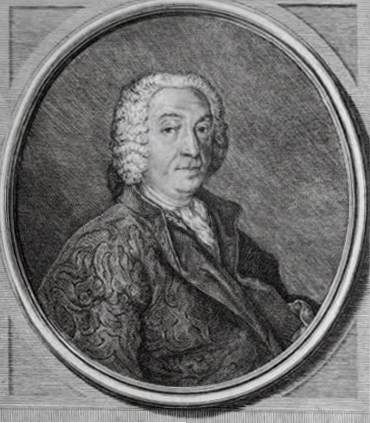
Bernardo De Dominici

Bernardo De Dominici (* 13. Dezember 1683 in Neapel; † 30. April 1759) war ein italienischer Maler und Kunsthistoriker.
De Dominici war der Sohn des Malers Raimondo De Dominici. Er wurde als Landschaftsmaler bekannt und stand später in den Diensten von Aurora Sanseverino, der Herzogin von Laurenzano. Anknüpfend an Arbeiten wie Giorgio Vasaris Le Vite (1550) und Giovanni Pietro Belloris Vite de’ pittori, scultori ed architetti moderni (1672) begann er 1727 mit der Arbeit an seinen Vite dei Pittori, Scultori, ed Architetti Napolitani, die zwischen 1742 und 1745 in drei Bänden erschien.

## Moderne kritische Ausgabe
- Bernardo De Dominici: Vite de’ pittori, scultori ed architetti napoletani. Hrsg. von Fiorella Sricchia Santoro, Andrea Zezza, 4 Bde., Paparo Edizioni, Neapel, 2003–2014.